# Mannosamine
La mannosamine est une hexosamine dérivée du mannose.